# Karel Lukas
Karel Lukas (16. února 1897 Brníčko u Zábřeha – 19. května 1949 Praha-Pankrác) byl účastník odboje proti Rakousku-Uhersku za první světové války a zahraničního československého protinacistického odboje za druhé světové války. Oběť totalitního komunistického režimu.

## Biografie
Karel Lukas se narodil 16. února 1897 v Brníčku u Zábřeha, v rodině hostinského Františka Lukase. Do roku 1907 se učil v místní dvoutřídce, v letech 1907 až 1915 navštěvoval gymnázium v Zábřehu. V červnu 1915 pak složil maturitní zkoušku a hodlal studovat dále na učitelském ústavu.
15. října 1915 však musel narukovat do Olomouce k 13. zeměbraneckému pluku, se kterým byl zanedlouho odvelen na ruskou frontu. Při první příležitosti, v červnu 1916, přeběhl k Rusům. Prošel několika zajateckými tábory, než mohl v srpnu 1917 vstoupit do československých legií. V listopadu se přesouvá do Francie, kde působí jako voják 21. československého střeleckého pluku na několika místech, mimo jiné u Terronu. Začátkem roku 1919 se vrátil domů.
Od roku 1939 působil v odbojové organizaci Obrana národa.
Jako vojenský atašé československé exilové vlády se zapojil do bojů v Severní Africe. Jako pozorovatel se účastnil bitvy u El Alameinu kde byl zraněn střepinou z dělostřeleckého granátu. Ze zranění se zotavoval v nemocnici v Jeruzalémě. Jeho blízkým přítelem byl Pravoslav Řídký. Po skončení druhé světové války se stal leteckým atašé v USA a později i v Kanadě.
Byl význačným sběratelem výtvarného umění, zejména grafik Václava Hollara. Sbírku věnoval v roce 1947 městu Zábřehu. Muzeum Zábřeh tak nyní vlastní druhou největší sbírku grafik Václava Hollara s téměř 750 grafickými listy. Jeho kolekci Hollarových grafik v současné době spravuje Okresní vlastivědné muzeum v Šumperku.
Do Československa se vrátil v létě roku 1947. Po únoru 1948 byl označen za „reakčního západního důstojníka“ a propuštěn z armády. Posléze se pokoušel uchytit jako překladatel.
Roku 1949 byl zatčen Státní bezpečností, obviněn z velezrady, nezákonně uvězněn a umučen ve vězení na Pankráci. Důvodem jeho zatčení se stal jeho západní vůz značky Packard, který si přivezl z USA a také západní zboží (alkohol, cigarety, nylonky, čokoláda), které se nacházelo v jeho bytě a svědčilo o nadstandardních vztazích s protivníkem v době vyhrocené studené války. Toto zboží prý příslušníci StB chtěli pro sebe. Byl obviněn, že v dotyčném vozu Packard údajně pomohl k útěku brigádnímu generálu Aloisi Liškovi. Příslušníci tajné policie po jeho zatčení chodili pravidelně do jeho bytu a všechny věci postupně rabovali.
Dne 2. května byl Lukas při jednom výslechu brutálně zmlácen šesti příslušníky Státní bezpečnosti. Vyšetřovatelé mu způsobili rozsáhlá zranění v oblasti žaludku, ledvin i hlavy. Měl také rozdrcenou patní kost, strhané nehty na nohou a rozbitá chodidla. Zranění, které utrpěl za druhé světové války, se otevřelo. Podle výpovědí svědků byl Lukas údajně mučen také elektřinou. Jeho zdravotní stav už byl ale v půlce května vážný. Vězeňský lékař mu odmítl poskytnout pomoc a 19. května Lukas na následky zranění ve vězeňské nemocnici zemřel. Jeho pitvy se účastnil známý soudní lékař prof. MUDr. František Hájek, který byl však komunisty snadno vydíratelný, a tak za příčinu smrti uvedl edém plic. Bratr Karla Lukase, doktor Otto Lukas se však k bratrovu tělu dostal a uvedl, že jeho tělo bylo doslova poseto četnými podlitinami a tržnými ránami. Pochovaný byl 26. května 1949 v Praze na Bubenečském hřbitově. Kromě nejbližších příbuzných a několika rodáků se k hrobu nikdo nedostal, příchozím byly kontrolovány občanské legitimace. Na náhrobním kamenu byl umístěn nápis: „Plukovník generálního štábu Karel Lukas *1897 – †1949“. V současnosti je poslední místo odpočinku Karla Lukase na hřbitově v rodném Brníčku, kam byly jeho ostatky přeneseny.
Za jeho smrt nebyl po roce 1989 nikdo trestně stíhán. V současné době již bezpečně víme, že hlavním pachatelem Lukasovy vraždy byl vrchní strážmistr SNB Theodor Bělecký a podílel se na ní i jeho tehdejší nadřízený nadporučík SNB Josef Volf, stejně jako členové tzv. Běleckého „mordparty“ ve složení Jaroslav Patěk, Václav Veselák, Ladislav Niewald a Karel Tichý. Mučení Karla Lukase byla osobně přítomna i Běleckého sekretářka Běluše Ejemová. Podíl na smrti plukovníka Lukase bezpochyby měli i vrchní strážmistr František Vinický a velitel pankrácké věznice vrchní strážmistr Václav Pešek.
Theodor Bělecký si ještě v den zatčení Karla Lukase přivlastnil jeho automobil Packard a v následujících týdnech chodil pravidelně i s několika svými kumpány vykrádat Lukasův byt. Vzhledem k tomu, že se tak dělo ještě za plukovníkova života, je vysoce pravděpodobné, že Karlu Lukasovi byla při výslechu způsobena těžká vnitřní zranění zcela záměrně. Byl tím odstraněn nepohodlný svědek, který by jednou mohl proti rozkradení svého majetku protestovat. To vše se dělo pouhý jeden rok poté, co se komunisté dostali v Československu k moci.
V dubnu 1950 mu komunistický režim odňal čestné občanství města Zábřeh; to mu bylo 9. května 1990 opět navráceno.
Dne 29. srpna 1990 byl rozkazem prezidenta republiky Václava Havla povýšen na generálmajora in memoriam; k tomu dále roku 1992 obdržel řád Milana Rastislava Štefánika.
Rodný dům Karla Lukase v Brníčku čp. 19 byl v roce 1991 navrácen v restituci jeho rodině. V roce 2019 ho získala do majetku obec Brníčko, dům následně prošel rekonstrukcí a sídlí v něm místní kulturní dům.

## Vyznamenání
- Řád čestné legie, V. třída – rytíř
- Válečný kříž 1914–1918
- Verdunská medaile[12]
- Řád svatého Sávy, IV. třída
- Řád jugoslávské koruny, IV. třída
- Pamětní medaile mezinárodní federace starých bojovníků Fidac[13]
- Československý válečný kříž 1914–1918
- , Československá medaile Vítězství
- Československá revoluční medaile
- Československý válečný kříž 1939,
- Československý válečný kříž 1939, udělen podruhé
- Československá medaile Za chrabrost před nepřítelem
- Československá medaile za zásluhy, I. stupeň
- Pamětní medaile československé armády v zahraničí
- Francouzsko-československá pamětní medaile města Darney[14]
- Hvězda 1939–1945[15]
- Medaile Za obranu[16]
- Válečná medaile 1939–1945[17]
- Africká hvězda[18]
- Řád Milana Rastislava Štefánika, III. třída, udělen 1992 (in-memoriam)
- Řád Bílého lva, vojenská skupina, I. třída, udělen 2022 (in-memoriam)

## Připomínky
- Na domě v pražských Dejvicích (Praha 6, Pod kaštany 177/7), kde Karel Lukas žil, byla odhalena pamětní deska. Na desce ve tvaru erbu je nápis: „V TOMTO DOMĚ ŽIL PLUKOVNÍK GENERÁLNÍHO ŠTÁBU KAREL LUKAS / GENERÁLMAJOR IN MEMORIAM / *16.2.1897 BRNÍČKO +19.5.1949 PRAHA / HRDINA PRVNÍHO A DRUHÉHO ODBOJE / VÝZNAMNÝ VOJENSKÝ DIPLOMAT / OBĚŤ ZLOČINU STÁTNÍ BEZPEČNOSTI / MĚSTSKÁ ČÁST PRAHA 6 / 2015." Na spodní desce stojí: " KAREL LUKAS, HRDINA OBOU SVĚTOVÝCH VÁLEK, JAKO ČLEN SPOJOVACÍ SKUPINY, SE NA VELITELSTVÍ GENERÁLA EISENHOWERA PODÍLEL NA PŘÍPRAVĚ VYLODĚNÍ V NORMANDII 6. 6. 1944. PO NÁVRATU DO VLASTI BYL 29. 3. 1949 ZATČEN A NÁSLEDNĚ UMUČEN KOMUNISTICKOU STÁTNÍ BEZPEČNOSTÍ / KAREL LUKAS, A HERO OF BOTH WORLD WARS, AS A MEMBER OF A SIGNAL COMPANY TOOK PART IN THE PREPARATION OF D-DAY AT GENERAL EISENHOWER'S COMMAND AFTER RETURNING TO HIS HOMELAND; HE WAS ARRESTED ON 29 MARCH 1949 AND SUBSEQUENTELY TORTURED TO DEATH BY THE COMMUNIST STATE POLICE.“[19]
- V Zábřehu (Žižkova 1), v podloubí před muzeem, se nachází pamětní deska s následujícím textem: „GENERÁL MAJOR KAREL LUKAS / * 16. 2. 1897 V BRNÍČKU / † 19. 5. 1949 UMUČEN KOMUNISTY V PANKRÁCKÉ VĚZNICI / PAMÁTCE STATEČNÉHO VLASTENCE / Č.S. LEGIONÁŘE V RUSKU A VE FRANCII V ROCE 1918 A VOJÁKA ČS. ZAHRANIČNÍ ARMÁDY V LETECH 1939-1945.“[20]
- Jeho jméno je uvedeno na pomníku obětem 1. a 2. světové války v Brníčku na jedné desek: „Gen. KAREL LUKAS / 18. 2. 1897 – 19. 5. 1949 / NIC NENÍ SLÁVA – ČIN JE VŠÍM / účastník 1. sv. Francie / čs. voj, atašé II. sv. USA a Kanada / UMUČEN VE VĚZNICI NA PANKRÁCI“.[21]

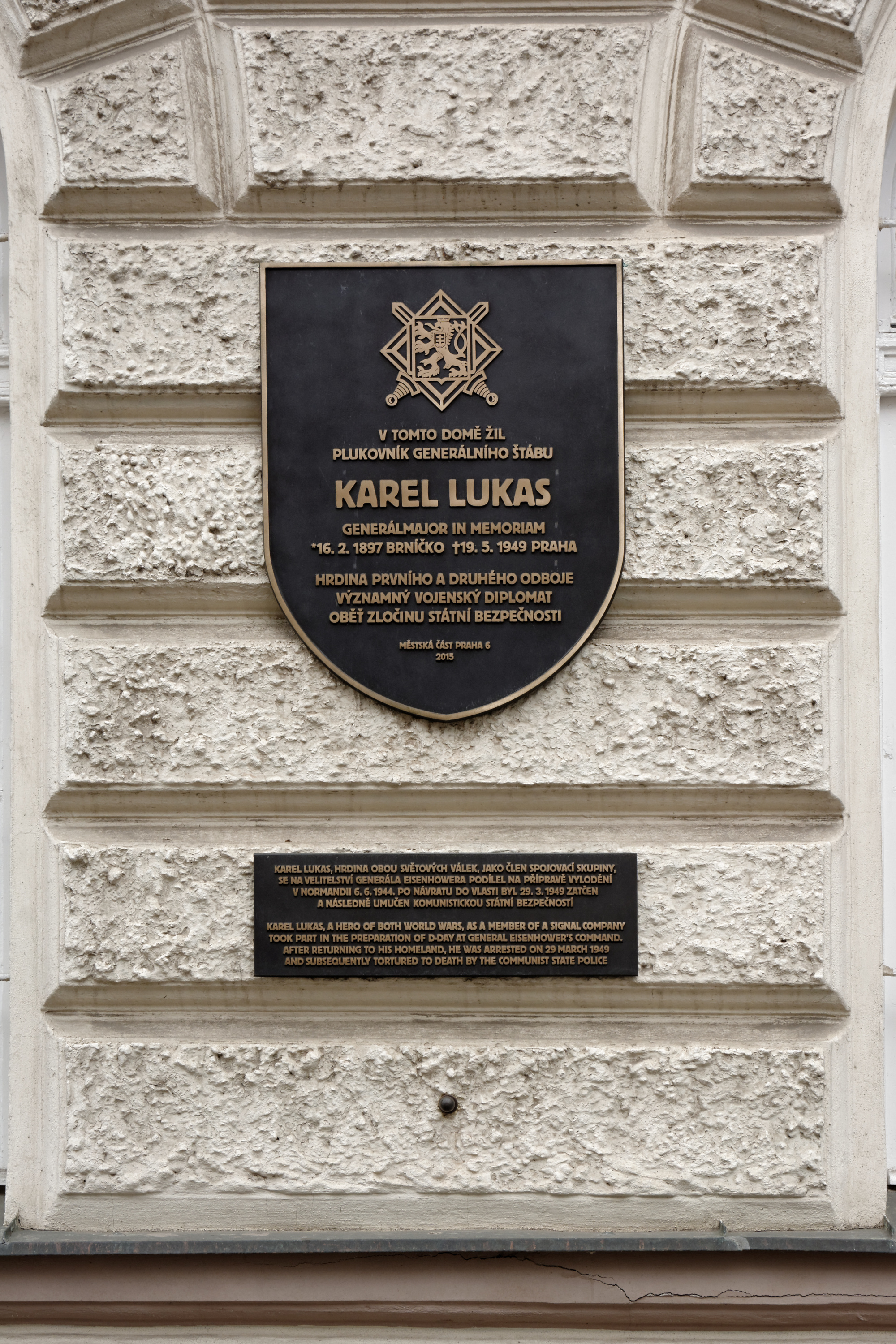
Pamětní deska Karla Lukase v Praze – Dejvicích
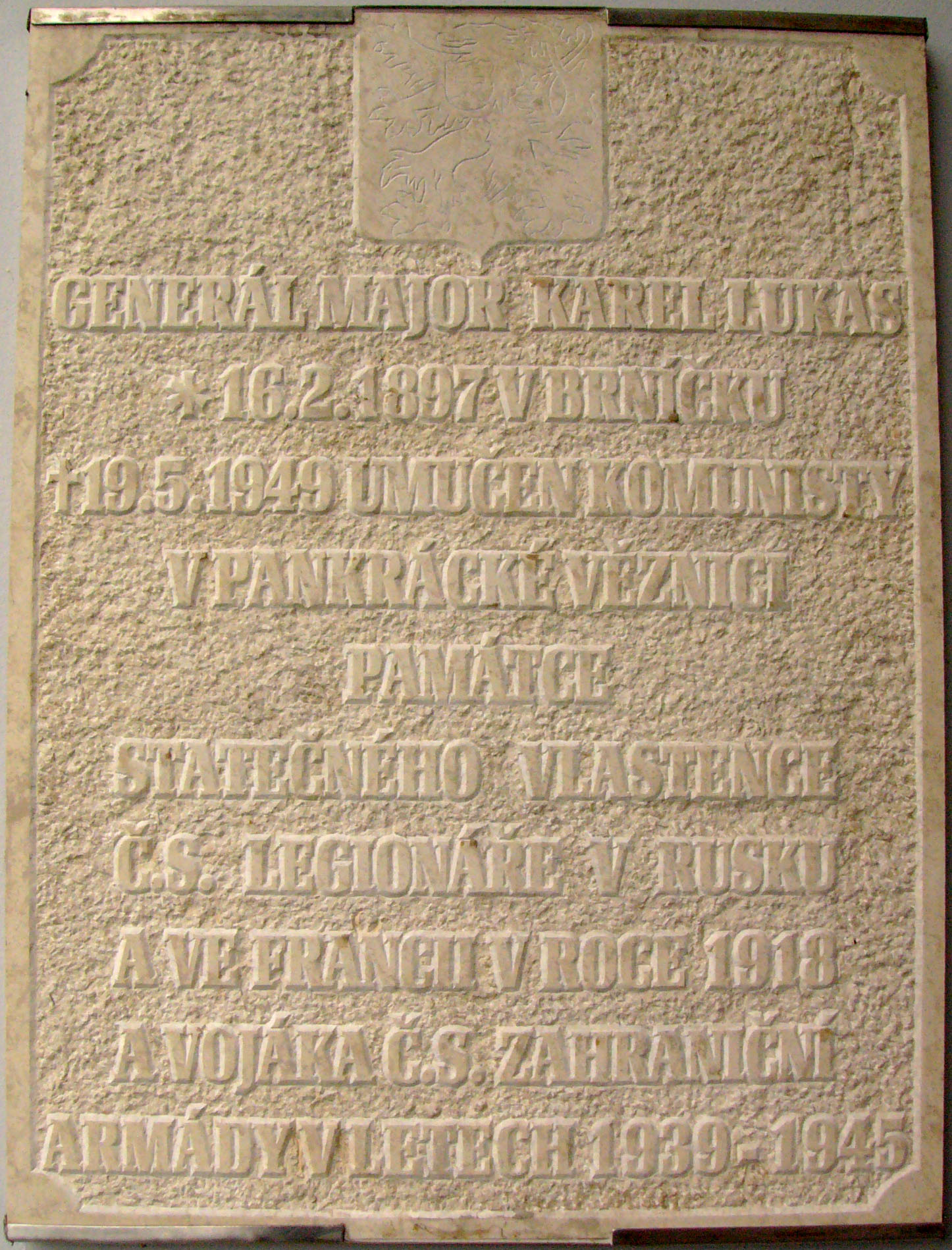
Pamětní deska v podloubí u muzea v Zábřehu
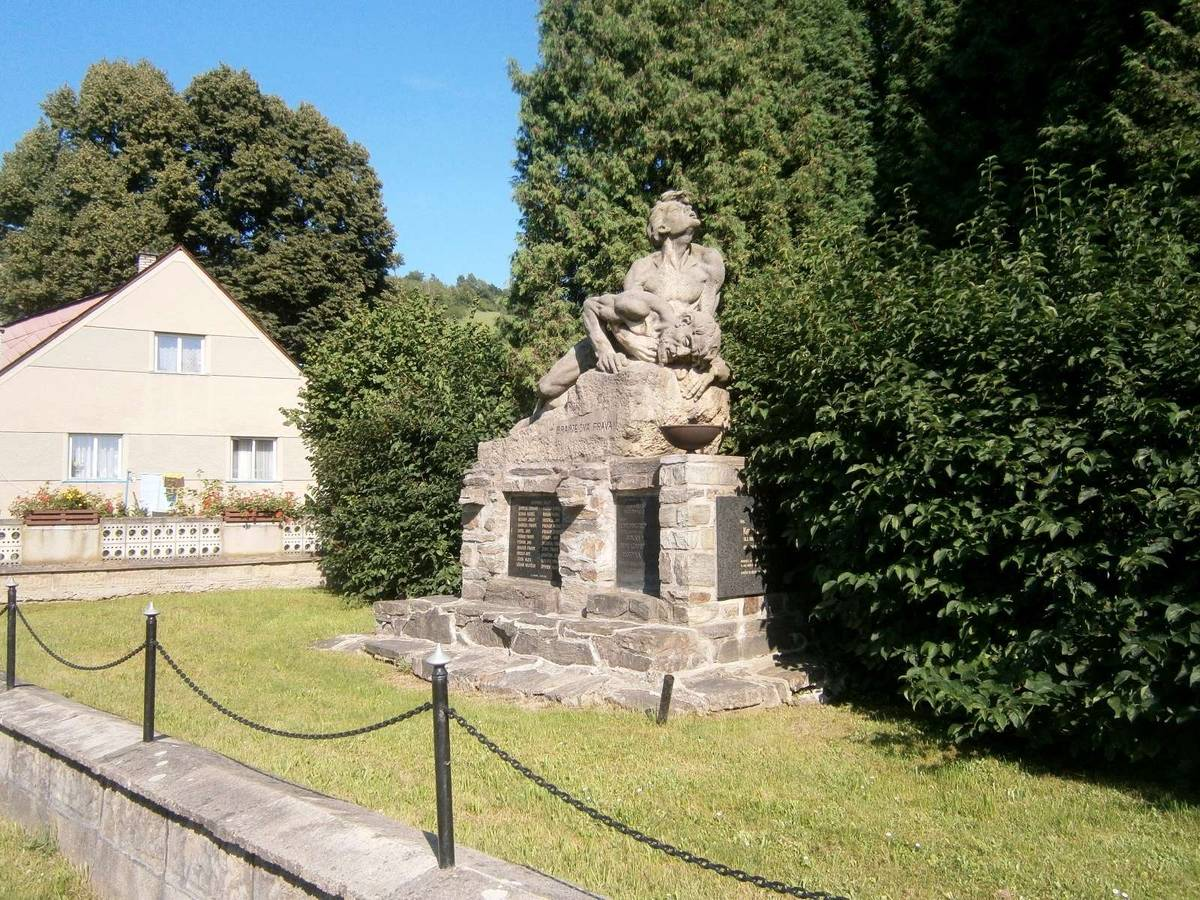
Pomník padlým v 1. a 2. světové válce v Brníčku